# Droga wojewódzka nr 317
Droga wojewódzka nr 317 (w skrócie DW317) – droga wojewódzka w województwie kujawsko-pomorskim o długości 8 km, prowadząca z Włocławka (od skrzyżowania z drogą krajową nr 62) do Kruszyna (do skrzyżowania z drogą wojewódzką nr 265).

## Poprzedni przebieg DW317
Do 31 grudnia 2011 była to droga wojewódzka długości 2 km, łącząca DK30 ze Zgorzelca do granicy państwa, tuż za miastem.
Uchwałą Sejmiku Województwa Dolnośląskiego, 1 stycznia 2012 została pozbawiona kategorii drogi wojewódzkiej, stając się tym samym drogą gminną.